# Woodway (Teksas)
Woodway – miasto w Stanach Zjednoczonych, w stanie Teksas, w hrabstwie McLennan.

## Demografia
Według przeprowadzonego przez United States Census Bureau spisu powszechnego w 2010 miasto liczyło 8 452 mieszkańców, co oznacza spadek o 3,2% w porównaniu do roku 2000. Natomiast skład etniczny w mieście wyglądał następująco: Biali 91,3%, Afroamerykanie 2,9%, Azjaci 2,2%, pozostali 3,6%.